# Izrael az 1952. évi nyári olimpiai játékokon
Izrael a finnországi Helsinkiben megrendezett 1952. évi nyári olimpiai játékok egyik részt vevő nemzete volt. Az országot az olimpián 5 sportágban 25 sportoló képviselte, akik érmet nem szereztek. Izrael először vett részt az olimpiai játékokon.

## Atlétika
Férfi
| Versenyző       | Versenyszám | Előfutam | Előfutam | Előfutam | Negyeddöntő | Negyeddöntő | Negyeddöntő | Elődöntő | Elődöntő | Elődöntő | Döntő   | Döntő    |
| Versenyző       | Versenyszám | Idő      | Hely.    | Össz.    | Idő         | Hely.       | Össz.       | Idő      | Hely.    | Össz.    | Idő     | Helyezés |
| --------------- | ----------- | -------- | -------- | -------- | ----------- | ----------- | ----------- | -------- | -------- | -------- | ------- | -------- |
| David Tabak     | 100 m       | 11,12    | 1.       | 23.*     | 11,10       | 6.          | 21.         | kiesett  | kiesett  | kiesett  | kiesett | kiesett  |
| David Tabak     | 200 m       | 22,60    | 1.       | 45.      | 22,34       | 5.          | 27.         | kiesett  | kiesett  | kiesett  | kiesett | kiesett  |
| Arie Gill-Glick | 400 m       | 50,27    | 5.       | 53.      | kiesett     | kiesett     | kiesett     | kiesett  | kiesett  | kiesett  | kiesett | kiesett  |
| Arie Gill-Glick | 800 m       | 2:00,9   | 6.       | 47.      |             |             |             | kiesett  | kiesett  | kiesett  | kiesett | kiesett  |

| Versenyző             | Versenyszám   | Selejtező | Selejtező | Döntő    | Döntő    |
| Versenyző             | Versenyszám   | Eredmény  | Helyezés  | Eredmény | Helyezés |
| --------------------- | ------------- | --------- | --------- | -------- | -------- |
| Arieh Batun-Kleinstub | Magasugrás    | 170 cm    | 35.       | kiesett  | kiesett  |
| Uri Gallin            | Diszkoszvetés | 40,76 m   | 32.       | kiesett  | kiesett  |

Női
| Versenyző     | Versenyszám | Előfutam | Előfutam | Előfutam | Elődöntő | Elődöntő | Elődöntő | Döntő   | Döntő    |
| Versenyző     | Versenyszám | Idő      | Hely.    | Össz.    | Idő      | Hely.    | Össz.    | Idő     | Helyezés |
| ------------- | ----------- | -------- | -------- | -------- | -------- | -------- | -------- | ------- | -------- |
| Leah Horowitz | 80 m gát    | 12,74    | 6.       | 31.      | kiesett  | kiesett  | kiesett  | kiesett | kiesett  |

| Versenyző       | Versenyszám   | Selejtező | Selejtező | Döntő    | Döntő    |
| Versenyző       | Versenyszám   | Eredmény  | Helyezés  | Eredmény | Helyezés |
| --------------- | ------------- | --------- | --------- | -------- | -------- |
| Tamar Metal     | Magasugrás    |           |           | 140 cm   | 17.      |
| Tamar Metal     | Távolugrás    | 516 cm    | 29.       | kiesett  | kiesett  |
| Olga Winterberg | Diszkoszvetés | 35,79 m   | 19.       | kiesett  | kiesett  |

* - két másik versenyzővel azonos időt ért el

## Kosárlabda
- Abraham Shneior
- Amos Lin
- Dan Erez
- Daniel Levy
- Eliahu Amiel
- Yehuda Gafni
- Menahem Degani
- Mordechai Hefez
- Ralf Klein
- Reuben Perach
- Shimon Shelah
- Zekaarya Ofri

### Eredmények
Selejtező
B csoport
| 1952. július 14. | Fülöp-szigetek (PHI) | 57–47 | Izrael |  |
| 1952. július 14. | (29–27)              |       |        |  |

| 1952. július 15. | Görögország (GRE) | 54–52 | Izrael |  |
| 1952. július 15. | (27–35)           |       |        |  |

| Csapat | Helyezés |
| ------ | -------- |
| Izrael | 20.      |

## Műugrás
Férfi
| Versenyző    | Versenyszám        | Selejtező | Selejtező | Döntő   | Döntő    |
| Versenyző    | Versenyszám        | Pont      | Helyezés  | Pont    | Helyezés |
| ------------ | ------------------ | --------- | --------- | ------- | -------- |
| Yoav Ra'anan | Egyéni műugrás     | 67,70     | 9.        | kiesett | kiesett  |
| Yoav Ra'anan | Egyéni toronyugrás | 58,15     | 30.       | kiesett | kiesett  |

## Sportlövészet
| Versenyző          | Versenyszám            | Eredmény | Helyezés |
| ------------------ | ---------------------- | -------- | -------- |
| Dov Ben-Dov        | Szabadpuska, összetett | 1033     | 21.      |
| Shmuel Laviv-Lubin | Szabadpuska, összetett | 973      | 26.      |
| Alexander Eliraz   | Sportpuska, fekvő      | 381      | 56.      |
| Alexander Eliraz   | Sportpuska, összetett  | 1059     | 44.      |
| Zvi Pinkas         | Sportpuska, összetett  | 1077     | 41.      |
| Zvi Pinkas         | Sportpuska, fekvő      | 388      | 41.      |

## Úszás
Férfi
| Versenyző  | Versenyszám | Előfutam | Előfutam | Előfutam | Elődöntő | Elődöntő | Elődöntő | Döntő   | Döntő    |
| Versenyző  | Versenyszám | Idő      | Hely.    | Össz.    | Idő      | Hely.    | Össz.    | Idő     | Helyezés |
| ---------- | ----------- | -------- | -------- | -------- | -------- | -------- | -------- | ------- | -------- |
| David Buch | 100 m gyors | 1:05,6   | 7.       | 59.      | kiesett  | kiesett  | kiesett  | kiesett | kiesett  |